# Henrik von Zeipel
Henrik Teofron Lauren von Zeipel, född 9 juli 1882 i Åsbo, Östergötland, död 12 mars 1971 i Annedal, Göteborg, var en svensk esoterisk författare som skrev under pseudonymen Henry T. Laurency. von Zeipel skapade en teosofiskt inspirered åskådning kallad ”hylozoik”, så benämnd efter den filosofiska idéströmningen hylozoism. Hans verk distribueras av Lars Adelskogh genom en förlagsstiftelse. På grund av Adelskoghs spridande av extrema idéer som antisemitism har hylozoiken också blivit kontroversiell. Den akademiska litteratur om idéerna och deras anhängare är inte omfattande; två akademiska översiktliga texter från 2015 och 2016 behandlar von Zeipels hylozoik tillsammans med andra teosofiska och nyreligiösa rörelser i Skandinavien.
Han var son till apotekaren Martin Teodor Konstantin von Zeipel. Henrik von Zeipel är gravsatt i minneslunden på Kvibergs kyrkogård i Göteborg.